# São Francisco de Sales
São Francisco de Sales est une municipalité brésilienne de l'État du Minas Gerais et la microrégion de Frutal.